# Thylogale stigmatica
El pademelon de patas rojas (Thylogale stigmatica) es una especie de marsupial, perteneciente a la familia Macropodidae. Se encuentran distribuidos por la costa noreste de Australia y en el sur de Nueva Guinea.

## Subespecies
Se reconocen las siguientes:
- Thylogale stigmatica stigmatica
- Thylogale stigmatica coxenii
- Thylogale stigmatica oriomo
- Thylogale stigmatica wilcoxi

## Características
El peso promedio de esta especie es de hasta 7 kg, el largo es de hasta 60 cm, la cola puede medir hasta 50 cm (se la considera corta y es gruesa), la piel es suave y espesa, su color es gris-marrón en la espalda y crema en la parte inferior, las extremidades son de color cobrisa, se alimentan de frutos caídos, hojas y hierbas, su hábitat natural es la selva.